# Monarchie und Alltag
Monarchie und Alltag ist das Debütalbum der deutschen Rockband Fehlfarben. Das Album hat eine Schlüsselrolle in der Entwicklung deutschsprachiger Punkmusik und gilt als wichtiges Referenzwerk.
Aufgenommen wurde das Album von Juni bis September 1980 in den EMI Studios Köln und erschien im Oktober 1980. Zwei Jahre nach Veröffentlichung wurde die – gegen den Willen der Band von EMI ausgekoppelte – Single Ein Jahr (Es geht voran) zum Hit und erreichte Platz 22 der deutschen Charts. Nachdem im Jahr 2000 eine Neuauflage (Remixed & Remastered) erschienen war, erhielt das Album 2001 – also 21 Jahre nach Erstveröffentlichung – eine Goldene Schallplatte für 250.000 verkaufte Einheiten. Im Mai 2017 folgte über das Label Vertigo Berlin die Veröffentlichung eines weiteren Remasters.

## Titelliste
Texte und Musik jeweils von den damaligen Bandmitgliedern Hein, Schwebel, Kemner, Bauer und Fenstermacher, außer Militürk, dessen Text von Gabi Delgado-López (Sänger der befreundeten Band Deutsch Amerikanische Freundschaft) stammt.
1. Hier und jetzt (2:44)
2. Grauschleier (2:25)
3. Das sind Geschichten (3:21)
4. All That Heaven Allows (3:37)
5. Gottseidank nicht in England (2:40)
6. Militürk (5:22)
7. Apokalypse (3:11)
8. Ein Jahr (Es geht voran) (2:51)
9. Angst (2:16)
10. Das war vor Jahren (2:35)
11. Paul ist tot (7:56)

Bonus-Titel der 2000 erschienenen Neuauflage
1. Abenteuer und Freiheit  (2:51)
2. Große Liebe/Maxi (2:51)
3. Herrenreiter (live) (3:43)
4. Paul ist tot (edit) (5:33)

## Bedeutung
Dem Album wird in der Musikpresse eine hohe Bedeutung zugesprochen. So listet etwa der deutschsprachige Rolling Stone das Album in der Liste der 500 besten Alben aller Zeiten auf Rang 61 und gleichzeitig somit als bestes Album eines deutschen Interpreten.
Zudem wählte das Magazin das Album auf Platz 1 der 50 besten deutschen Alben aller Zeiten. Auch in einer Rangliste namens Die 100 Platten des Jahrhunderts der Spex erreicht das Album mit Platz 15 eine vordere Platzierung. Der Musikexpress wählte Monarchie und Alltag auf Platz 5 der 50 besten deutschen Platten.
Markus Zinsmaier bezeichnet das Album in der Zeit als „Revoluzzer-Monument“. Nach Michael Schuh gehört Monarchie und Alltag zu den „besten deutschsprachigen Alben aller Zeiten“. Im Jahre 2017 brachte die deutsche HipHop-Band Antilopen Gang ein Album mit dem Titel Anarchie und Alltag heraus, als Reverenz zu dem fast 37 Jahre zuvor erschienenen Album der Fehlfarben.

## Stil
Zum musikalischen Aspekt der Songs schreibt etwa der Rolling Stone: „Die Songs sind ruppig und aufgekratzt, doch gespielt wird nicht dilettantisch.“
Die Texte sind mitunter reich an politischen und gesellschaftskritischen Metaphern. Während einige Lieder eine Art in sich geschlossene Handlung haben (etwa Paul ist tot), sind andere eher eine Aneinanderreihung von Assoziationen (Militürk; Ein Jahr (Es geht voran)).